# 1875 v loďstvech
Tento článek obsahuje významné události v oblasti loďstev v roce 1875.

## Lodě vstoupivší do služby
- únor –  SMS Custozza – kasematová loď
- 11. července –  Palestro – obrněná loď třídy Principe Amedeo

## Lodě vystoupivší ze služby
- 12. červen –  USS Roanoke – monitor (vyřazena) [1]